# Kecamatan Tanjung Pinang Kota
Kecamatan Tanjung Pinang Kota är ett distrikt i Indonesien.   Det ligger i provinsen Kepulauan Riau, i den västra delen av landet, 800 km norr om huvudstaden Jakarta.